# Spielplatz der Riesen

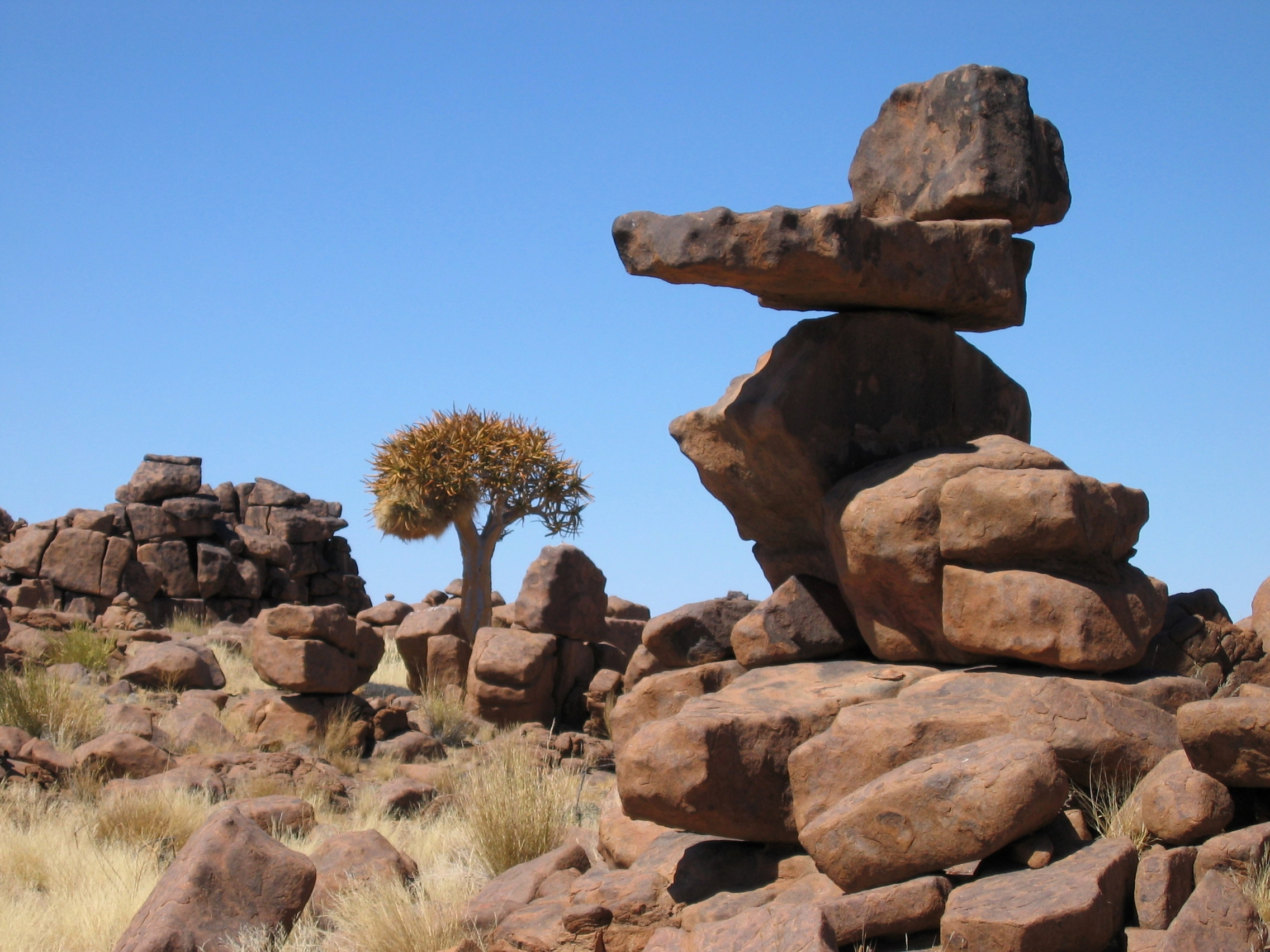
Scheinbar kunstvoll „gestapelte“ Felsen mit Köcherbaum im Hintergrund

Der Spielplatz der Riesen (afrikaans Speelplek van die reuse, englisch Giants' Playground) ist eine bizarre Felslandschaft bei Keetmanshoop, in der Nähe des Köcherbaumwaldes, im Süden Namibias. Die aufgetürmten Dolerit-Felsen sehen aus, als seien sie das Werk von Riesen, jedoch sind sie durch Blockverwitterung, eine eckige Variante der Wollsackverwitterung, entstanden. Die Gesteinsblöcke bestehen aus 170 Millionen Jahre altem Basalt vulkanischen Ursprungs, der oft mit Wüstenlack überzogen und durch Sandschliff poliert wurde.
Die senkrechten weißen Streifen auf den Felsen sind Urinspuren der dort lebenden Klippschliefer.

## Touristisches
Der Spielplatz der Riesen gehört, wie auch der Köcherbaumwald, zur Farm Gariganus und kann zusammen mit diesem besucht werden. Ein 45-minütiger markierter Rundweg führt durch das fünf Quadratkilometer große Gelände.